# Grindeanu-kormány
A Grindeanu-kormány Románia kormánya, amely 2017. január 4. és 2017. június 29. között volt hivatalban.

## Kormányösszetétel
2017. január 4-től június 29-ig:
| Név | Hivatal kezdete   | Hivatal vége      | Párt           | Megjegyzés                                                |
| Miniszterelnök | Miniszterelnök    | Miniszterelnök    | Miniszterelnök | Miniszterelnök                                            |
| --- | ----------------- | ----------------- | -------------- | --------------------------------------------------------- |
| Sorin Grindeanu                                                                                                   | 2017. január 4.   | 2017. június 29.  | PSD            |                                                           |
| Környezetvédelmi miniszter (egyben miniszterelnök-helyettes)                                                      |                   |                   |                |                                                           |
| Daniel Constantin                                                                                                 | 2017. január 4.   | 2017. április 3.  | ALDE           |                                                           |
| Grațiela Gavrilescu                                                                                               | 2017. április 3.  | 2017. június 29.  | ALDE           |                                                           |
| Regionális fejlesztési, közigazgatási és az európai alapokért felelős miniszter (egyben miniszterelnök-helyettes) |                   |                   |                |                                                           |
| Sevil Shhaideh | 2017. január 4.   | 2017. június 29.  | PSD            |                                                           |
| Belügyminiszter                                                                                                   |                   |                   |                |                                                           |
| Carmen Dan | 2017. január 4.   | 2017. június 29.  | PSD            |                                                           |
| Egészségügyi miniszter                                                                                            |                   |                   |                |                                                           |
| Florian Bodog | 2017. január 4.   | 2017. június 29.  | PSD            |                                                           |
| Energiaügyi miniszter                                                                                             |                   |                   |                |                                                           |
| Toma Petcu | 2017. január 4.   | 2017. június 29.  | ALDE           |                                                           |
| Gazdasági miniszter                                                                                               |                   |                   |                |                                                           |
| Alexandru Petrescu                                                                                                | 2017. január 4.   | 2017. február 23. | PSD            |                                                           |
| Mihai Tudose | 2017. február 23. | 2017. június 29.  | PSD            |                                                           |
| Határon túli románság minisztere                                                                                  |                   |                   |                |                                                           |
| Andreea Păstârnac                                                                                                 | 2017. január 4.   | 2017. június 29.  | PSD            |                                                           |
| Hírközlési és tájékoztatási miniszter                                                                             |                   |                   |                |                                                           |
| Augustin Jianu | 2017. január 4.   | 2017. június 29.  | PSD            |                                                           |
| Ifjúsági és sportminiszter                                                                                        |                   |                   |                |                                                           |
| Marius Dunca | 2017. január 4.   | 2017. június 29.  | PSD            |                                                           |
| Igazságügy-miniszter                                                                                              |                   |                   |                |                                                           |
| Florin Iordache                                                                                                   | 2017. január 4.   | 2017. február 10. | PSD            |                                                           |
| Ana Birchall | 2017. február 10. | 2017. február 23. | PSD            | ideiglenesen, mint tárca nélküli miniszter                |
| Tudorel Toader | 2017. február 23. | 2017. június 29.  | független      |                                                           |
| Kereskedelmi, üzleti és vállalkozásügyi miniszter                                                                 |                   |                   |                |                                                           |
| Florin Jianu | 2017. január 4.   | 2017. február 10. | PSD            |                                                           |
| Alexandru Petrescu                                                                                                | 2017. február 10. | 2017. február 23. | PSD            | ideiglenesen, mint gazdasági miniszter                    |
| Alexandru Petrescu                                                                                                | 2017. február 23. | 2017. június 29.  | PSD            | ténylegesen                                               |
| Közlekedési miniszter                                                                                             |                   |                   |                |                                                           |
| Alexandru Cuc | 2017. január 4.   | 2017. június 29.  | PSD            |                                                           |
| Közoktatásügyi miniszter                                                                                          |                   |                   |                |                                                           |
| Pavel Năstase | 2017. január 4.   | 2017. június 29.  | PSD            |                                                           |
| Kulturális és nemzeti identitásügyi miniszter                                                                     |                   |                   |                |                                                           |
| Ioan Vulpescu | 2017. január 4.   | 2017. június 29.  | PSD            |                                                           |
| Kutatási és innovációs miniszter                                                                                  |                   |                   |                |                                                           |
| Șerban Valeca | 2017. január 4.   | 2017. június 29.  | PSD            |                                                           |
| Külügyminiszter                                                                                                   |                   |                   |                |                                                           |
| Teodor Meleșcanu                                                                                                  | 2017. január 4.   | 2017. június 29.  | ALDE           |                                                           |
| Mezőgazdasági és vidékfejlesztési miniszter                                                                       |                   |                   |                |                                                           |
| Petre Daea | 2017. január 4.   | 2017. június 29.  | PSD            |                                                           |
| Munkaügyi és szociális miniszter                                                                                  |                   |                   |                |                                                           |
| Lia Vasilescu | 2017. január 4.   | 2017. június 29.  | PSD            |                                                           |
| Nemzeti konzultáció és társadalmi párbeszéd minisztere                                                            |                   |                   |                |                                                           |
| Gabriel Petrea | 2017. január 4.   | 2017. június 29.  | PSD            |                                                           |
| Nemzetvédelmi miniszter                                                                                           |                   |                   |                |                                                           |
| Gabriel Leș | 2017. január 4.   | 2017. június 29.  | PSD            |                                                           |
| Parlamenti kapcsolatok minisztere                                                                                 |                   |                   |                |                                                           |
| Grațiela Gavrilescu                                                                                               | 2017. január 4.   | 2017. április 3.  | ALDE           |                                                           |
| Viorel Ilie | 2017. április 3.  | 2017. június 29.  | ALDE           |                                                           |
| Pénzügyminiszter                                                                                                  |                   |                   |                |                                                           |
| Viorel Ștefan | 2017. január 4.   | 2017. június 29.  | PSD            |                                                           |
| Turisztikai miniszter                                                                                             |                   |                   |                |                                                           |
| Mircea Dobre | 2017. január 4.   | 2017. június 29.  | PSD            |                                                           |
| Vízügyi és erdőgazdálkodási miniszter                                                                             |                   |                   |                |                                                           |
| Adriana Petcu | 2017. január 4.   | 2017. június 29.  | PSD            |                                                           |
| Európai alapok lehívásáért felelős tárca nélküli miniszter                                                        |                   |                   |                |                                                           |
| Mihaela Toader | 2017. január 4.   | 2017. február 23. | PSD            |                                                           |
| Rovana Plumb | 2017. február 23. | 2017. június 29.  | PSD            |                                                           |
| Európai ügyekért felelős tárca nélküli miniszter                                                                  |                   |                   |                |                                                           |
| Ana Birchall | 2017. január 4.   | 2017. június 29.  | PSD            |                                                           |
| A Miniszterelnöki Hivatal vezetője mint a kormány tagja                                                           |                   |                   |                |                                                           |
| Mihai Busuioc | 2017. január 4.   | 2017. június 16.  | PSD            |                                                           |
| Alexandru Mihai Ghigiu                                                                                            | 2017. június 16.  | 2017. június 16.  |                | ideiglenesen, mint a Miniszterelnöki Hivatal államtitkára |
| Victor Ponta | 2017. június 16.  | 2017. június 28.  | PSD            |                                                           |
| Alexandru Mihai Ghigiu                                                                                            | 2017. június 28.  | 2017. június 29.  |                |                                                           |

## Története

### Megalakulása
A 2016. december 11-i parlamenti választásokat követően a Szociáldemokrata Párt (PSD) győzött a szavazatok 46 százalékával  – a szabadelvű Liberálisok és Demokraták Szövetségével (ALDE) együtt közel 54 százalékos többségük lett a parlamentben –, így a párt elnöke, Liviu Dragnea első körben a muzulmán vallású Sevil Shhaideh korábbi regionális fejlesztési minisztert kérte fel kormányalakításra, akit viszont Klaus Johannis indoklás nélkül elutasított. Ezt követően a PSD–ALDE szociálliberális parlamenti többség második miniszterelnök-jelöltje, Sorin Grindeanu kezdhette meg a kormányalakítási konzultációkat (december 30.).
2017. január 4-én a parlament két házának – a szenátus és képviselőház – együttes ülésén 295 igen szavazattal 133 nem ellenében a kabinet megkapta a bizalmat. A PSD és az ALDE honatyái mellett bizalmat szavazott a Grindeanu vezette kormánynak a Romániai Magyar Demokrata Szövetség (RMDSZ) és a több nemzeti kisebbség parlamenti képviselői is. Két órával később Grindeanu és miniszterei – akik közül huszonkettőt a PSD, négyet pedig az ALDE delegált – Klaus Johannis államfő előtt letették a hivatali esküt. A kormányfő célkitűzései között az szerepelt, hogy a kormány négyéves mandátumának végére elérje azt, hogy Románia olyan ország legyen, amelyben „jól élnek az emberek, és amelynek minden lakosa ugyanazokat a jogokat és szabadságokat élvezi”.

### Tevékenysége
A 2017. január 31-i kormányülésén elfogadták a büntető törvénykönyvet és a büntetőjogi perrendtartási törvénykönyvet módosító sürgősségi kormányrendeletet. Másnap a hivatalos román közlönyben közzétették a módosítást, melynek értelmében nem indítható büntetőjogi eljárás a hivatali visszaélések esetén, kivéve, ha az okozott kár eléri a 200 000 lejt. Ez az összeg 2017-ben 14 millió forintnak felelt meg. Már a Btk-t módosító tervezete ellen tiltakozva több tízezren vonultak utcára Bukarestben január 29-én, melyet az igazságszolgáltatás csúcsszervei – a legfőbb ügyészség, a legfelső bíróság és a legfelső bírói tanács –, valamint Románia legfőbb szövetségesei is bírálták. A közösségi oldalakon szerveződött utcai megmozdulások nap nap után követték egymást, majd a kormányzat meghátrált, és február 4-én a kormányfő bejelentette, hogy hatálytalanítják a rendeletet. Bár a kormány, ígéretéhez híven hatálytalanította a vitatott 13/2017-es sürgősségi rendeletét (febr. 5.), azonban a tüntetők már ennyivel nem érték be. Kormányellenes jelszavakat skandálva követelték a bukaresti Győzelem téren Liviu Dragnea PSD-s pártelnök, Sorin Grindeanu miniszterelnök és Florin Iordache igazságügyi miniszter távozását.

### A kormány összetételének változása
Grindeanu – beiktatását követő – első intézkedéseként Mihai Busuiocot – Liviu Dragnea pártelnök bizalmasát – kinevezte a miniszteri rangú kormányfőtitkárság élére. Nem sokkal később, a Btk-módosításával kialakult válság hatására február 2-án a kereskedelmi miniszter, Florin Jianu bejelentette lemondását. Feladatkörét ideiglenesen Alexandru Petrescu gazdasági miniszter vette át. Florin Iordache igazságügy-miniszter határozottan kiállt a sürgősségi kormányrendelet szükségessége mellett – kihangsúlyozva, hogy minden kezdeményezése törvényes és alkotmányos volt –, azonban a közvélemény nyomására február 9-én kénytelen volt bejelenteni lemondását. Helyét ideiglenes jelleggel Ana Birchall európai ügyekért felelős tárca nélküli miniszter vette át. Klaus Johannis államfő mindkét minisztert február 10-ei hatállyal mentette fel tisztségéből.
Alig másfél hónappal a beiktatása után négy poszton ismét változott a kabinet összetétele. Február 23-ai hatállyal az igazságügyi tárca élére Tudorel Toader volt alkotmánybíró került, míg a kereskedelmi tárca élére – eredeti beosztása alóli felmentésével – Alexandru Petrescu gazdasági miniszter. Ugyanakkor leváltották az európai alapokért felelős tárcavezetőt, Mihaela Toadert, akinek a helyét Rovana Plumb foglalta el, továbbá a megüresedő Gazdasági Minisztérium vezetésével Mihai Tudoset bízták meg.
A következő átalakításara április 3-án került sor, mivel korábban az ALDE megvonta Daniel Constantintól – a párt társelnökétől – a politikai támogatást, és helyére a parlamenti kapcsolatok miniszterét, Grațiela Gavrilescut ültették. Az így megüresedő tárca irányítását Viorel Iliére bízták.
Június közepén, a párton belüli viszály elmérgesedését követően a kormányfő felmentette tisztségéből Mihai Busuiocot, és a korábbi miniszterelnököt, Victor Pontát nevezte ki a kormány új főtitkárának. Mivel Busuioc nem volt hajlandó saját leváltását ellenjegyezni és megjelentetni a hivatalos román közlönyben – ezzel gyakorlatilag megakadályozva a rendelet hatályba lépését – a kormányfő ideiglenes jelleggel átruházta a főtitkári teendőket Alexandru Ghigiu államtitkárra, aki Busuioc helyett aláírta a leváltásokról és kinevezésekről szóló kormányfői rendeleteket.

### Bukása
Alig fél évvel a kormány megalakulása után, a kormányprogram végrehajtásának késésére hivatkozva a PSD–ALDE kormánykoalíció megvonta a bizalmat Grindeanutól, aki pártérdekekre hivatkozva nem volt hajlandó önként lemondani. A pártszövetség június 21-én a parlamentben benyújtotta bizalmatlansági indítványát a kormány ellen, melyet a két ház együttes ülésén rendezett vitát követően a honatyák – 241 igen szavazattal – meg is szavaztak. A kabinet leváltásához 233 szavazatra volt szükség. A jobbközép ellenzéki pártok részt vettek a vitán, de nem szavaztak, míg az RMDSZ frakciója nem vett részt sem az indítvány vitáján, sem pedig a szavazáson. Az új kormány parlamenti beiktatásáig a kabinet ügyvivőként, korlátozott hatáskörrel folytatta tevékenységét.